# Internacia Pedagogia Revuo
Internacia Pedagogia Revuo (IPR) – czasopismo wydawane w języku esperanto przez Międzynarodową Ligę Nauczycieli Esperantystów (ILEI) skierowane do esperantystów i nauczycieli esperanto. 

## Opis
Pismo „Internacia Pedagogia Revuo” jest oficjalnym organem Międzynarodowej Ligi Nauczycieli Esperantystów. Wydawane jest cztery razy w roku. Zawiera informacje o działaniach ILEI i jego oddziałów na całym świecie, publikuje ogłoszenia Ligi, sprawozdania finansowe, informacje o kongresach i sympozjach, artykuły na temat nauczania języków, ze szczególnym uwzględnieniem języka esperanto. IPR prezentuje artykuły dydaktyczne, wiadomości edukacyjne, recenzje podręczników i innych materiałów do nauki. Pismo jest także łącznikiem między szkołami podstawowymi, szkołami średnimi, uczelniami wyższymi i uniwersytetami, w których uczy się esperanto. IPR drukowane jest w Martinie na Słowacji.

## Historia
W 1908 roku powstało Światowe Stowarzyszenie Nauczycieli Esperantystów (Tutmonda Asocio de Geinstruistoj Esperantistaj), którego organem było pismo „Internacia Pedagogia Revuo”. Po II wojnie światowej, w 1949 roku została utworzona Międzynarodowa Liga Nauczycieli Esperantystów, której oficjalnym organem jest czasopismo „Internacia Pedagogia Revuo”. 

## Redakcja
Redaktorem naczelnym „Internacia Pedagogia Revuo” jest József Németh z Węgier.
Skład redakcji:
- Luigia Oberrauch Madella
- Rob Moerbeek
- Luiza Carol
- Mireille Grosjean